# Skrzywienie przegrody nosowej

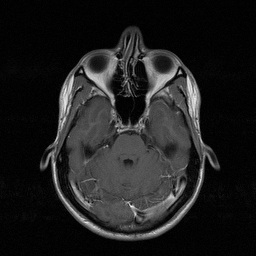
Obraz skrzywionej przegrody nosowej

Skrzywienie przegrody nosowej (łac. deviatio septi nasi) – wrodzona lub nabyta deformacja przegrody nosowej.
Nabyte skrzywienie przegrody nosowej powstaje najczęściej na skutek przebytego urazu nosa w większości przypadków współistniejącego ze złamaniem kości nosowych.
Zgodnie z teorią opracowaną przez Vernona D. Graya, wrodzone skrzywienie przegrody nosowej powstaje na skutek nieprawidłowego ułożenia płodu w macicy i urazów okołoporodowych. W swojej pracy Gray wykazał częstsze występowanie skrzywienia przegrody nosowej u dzieci pierworódek oraz w przypadkach, w których drugi okres porodu trwał ponad 15 minut. Odnotował również zależność między kierunkiem skrzywienia przegrody nosowej a kierunkiem IV zwrotu płodu.
Opisana przez Graya hipotetyczna linia, tzw. linia Graya, łącząca kolec nosowy przedni z dziobem klinowym kości klinowej stanowi umowną granicę: do przodu i ku górze, od której większość deformacji przegrody nosowej ma przebieg pionowy, do dołu i ku tyłowi zaś − przebieg poziomy.